# Vitry-aux-Loges
Vitry-aux-Loges là một xã trong tỉnh Loiret, thuộc vùng hành chính Centre-Val de Loire của nước Pháp, có dân số là 1724 người (thời điểm 1999).